# Yo soy la fama
Yo soy la fama es el primer álbum de estudio del cantante de reguetón Ñejo. Fue publicado el 25 de septiembre de 2014 bajo su propio sello La Fama Allstars y distribuido por Disco Fuentes. Cuenta con las colaboraciones de Nicky Jam, Arcángel, Ñengo Flow, De La Ghetto, entre otros.

## Antecedentes
Luego de la separación del dúo en 2013, el exponente comenzó la grabación de su primer álbum en su estudio de grabación La Fama Studio. Así mismo, se presentaron varios sencillos promocionales que no fueron incluidos como parte del disco del cantante.

## Contenido

### Influencias
En gran parte, el disco se clasifica como un disco de reguetón y hip hop, aunque en ocasiones, como en la canción 14 se nota una gran influencia de la música salsa, el mismo cantante ha declarado en varias ocasiones que su mayor inspiración en la música es Héctor Lavoe.

### Letras y sonidos
Desde sus comienzos, el cantante se caracterizó por sus letras relacionadas al ambiente callejero, al estilo de vida fiestero, aunque en ocasiones, también por sus letras sobre temas sociales, a pesar de esto, el mismo expresó que no siempre fue de esta manera como algunos piensan.

Cuando comencé era tímido y tímido, pero a medida que comencé a participar en más y más batallas callejeras contra otros raperos en mi vecindario en Puerto Rico, me di cuenta de que tenía este talento para decir lo que otros no querrían.

La producción del álbum se caracteriza por sus letras frecuentes en su estilo de música, aunque en algunas canciones destaca por sus canciones de estilo romántica, en algunas canciones se ve al cantante en sonidos pocos comunes a su estilo como el pop y trap, así como R&B.

## Recepción

### Desempeño comercial
Alcanzó la posición #3 en la lista Latin Rhythm Albums y en la posición #21 en la lista Top Latin Albums de la revista Billboard.

## Lista de canciones
| N.º   | Título                                                     | Duración |  |
| 1.    | «Intro»                                                    | 2:28     |  |
| 2.    | «Disfruta la vida»                                         | 3:06     |  |
| 3.    | «Todo cambio» (con Nicky Jam y Tony Lenta)                 | 3:58     |  |
| 4.    | «Cosas del amor» (con Luigi 21 Plus)                       | 2:51     |  |
| 5.    | «A veces»                                                  | 4:03     |  |
| 6.    | «Mamisonga» (con De La Ghetto)                             | 3:59     |  |
| 7.    | «Hay Party» (con Arcángel)                                 | 3:02     |  |
| 8.    | «Desde que tú no estas» (con DJ Wassie, Nicky Jam y Gotay) | 3:33     |  |
| 9.    | «Solo una noche más» (con Yaga & Mackie)                   | 3:45     |  |
| 10.   | «Embuste» (con Voltio)                                     | 3:01     |  |
| 11.   | «Vamos pa' la disco» (con Alberto Stylee)                  | 3:25     |  |
| 12.   | «Todo el mundo en su nota»                                 | 3:41     |  |
| 13.   | «Bajo retumbando»                                          | 3:28     |  |
| 14.   | «Que voy hacer»                                            | 4:01     |  |
| 15.   | «El duende»                                                | 3:32     |  |
| 16.   | «No lo pienses más»                                        | 3:02     |  |
| 17.   | «Mujeres y chavos» (con Ñengo Flow, Jetson y Sniper SP)    | 4:20     |  |
| 59:15 |                                                            |          |  |

## Personal
- Adaptados desde TIDAL y Discogs.[11][12]

| «Intro» - Carlos Crespo — Composición, letrista. - Josías De La Cruz — Producción, composición. «Disfruta la vida» - Carlos Crespo — Composición, letrista. - Luis Torres — Producción, composición. - Michael Sánchez — Producción, composición. «Todo cambió» - Carlos Crespo — Composición, letrista. - Nick Rivera — Artista invitado, composición, letrista. - Antonio Acosta — Artista invitado, composición, letrista. - Josías De La Cruz — Producción, composición. «Cosas del amor» - Carlos Crespo — Composición, letrista. - Hiram Santos — Artista invitado, composición, letrista. - Luis Torres — Producción, composición. «A veces» - Carlos Crespo — Composición, letrista. - Michael Sánchez — Producción, composición. «Mamisonga» - Carlos Crespo — Composición, letrista. - Rafael Torres — Artista invitado, composición, letrista. - Luis Torres — Producción, composición. «Hay Party» - Carlos Crespo — Composición, letrista. - Austin Santos — Artista invitado, composición, letrista. - Yampi — Producción. - Luian Nieves — Producción. «Desde que tú no estas» - Carlos Crespo — Composición, letrista. - Luis Torres — Artista invitado, composición, producción. - Nick Rivera — Artista invitado, composición, letrista. - Alexis Gotay — Artista invitado, composición, letrista. | «Solo una noche más» - Carlos Crespo — Composición, letrista. - Javier Martínez — Artista invitado, composición, letrista. - Luis Pizarro — Artista invitado, composición, letrista. - Michael Sánchez — Producción, composición. «Embuste» - Carlos Crespo — Composición, letrista. - Julio Ramos — Artista invitado, composición, letrista. - Luis Torres — Producción, composición. «Vamos pa' la disco» - Carlos Crespo — Composición, letrista. - Alberto Pizarro — Artista invitado, composición, letrista. - Michael Sánchez — Producción, composición. «Todo el mundo en su nota» - Carlos Crespo — Composición, letrista. - Michael Sánchez — Producción, composición. «Bajo retumbando» - Carlos Crespo — Composición, letrista. - Luis Torres — Producción, composición. «Que voy hacer» - Carlos Crespo — Composición, letrista. «El duende» - Carlos Crespo — Composición, letrista. - Michael Sánchez — Producción, composición. «No lo pienses más» - Carlos Crespo — Composición, letrista. - Michael Sánchez — Producción, composición. «Mujeres y chavos» - Carlos Crespo — Composición, letrista. - Edwin Rosa Vázquez — Artista invitado, composición, letrista. - Richard Cortez — Artista invitado, producción, composición, letrista. - Marcos Muños — Artista invitado, composición, letrista. |

## Posicionamiento
| Listas (2014)                        | Mejor posición |
| ------------------------------------ | -------------- |
| Estados Unidos (Latin Rhythm Albums) | 3              |
| Estados Unidos (Top Latin Albums)    | 21             |